# Microcebus myoxinus
El lémur ratón pigmeo o lémur ratón de Peters (Microcebus myoxinus) es una especie de primate estrepsirrino de la familia Cheirogaleidae. Como todas las especies de su familia es endémica de Madagascar. 
Mide alrededor de 12,4 mm de largo y pesa entre 45 y 49 g, lo que le confiere un tamaño dentro del género Microcebus entre pequeño y mediano. Tiene hábitos nocturnos, descansando la mayor parte del día, con tendencia a dormir solo al descubierto. Su zona dorsal es de color marrón rojizo, y la ventral de un color blanco crema. Vive en bosques caducifolios secos. Debido a su pequeño tamaño, no fue observado por casi un siglo, hasta que fue redescubierto en el bosque de Kirindy, en el oeste de la isla, en 1993.
La especie ha sido calificada como "en peligro" por la Unión Internacional para la Conservación de la Naturaleza.